# Yphthimoides bonariensis
Yphthimoides bonariensis är en fjärilsart som beskrevs av Hermann Burmeister 1878. Yphthimoides bonariensis ingår i släktet Yphthimoides och familjen praktfjärilar. Inga underarter finns listade i Catalogue of Life.